# Quốc ca Cộng hòa Xã hội chủ nghĩa Xô viết Estonia
Quốc ca Cộng hoà Xã hội chủ nghĩa Xô viết Estonia (tiếng Estonia: Eesti Nõukogude Sotsialistliku Vabariigi hümn; tiếng Nga: Гимн Эстонской Советской Социалистической Республики, đã Latinh hoá: Gimn Estonskoj Sovetskoj Socialističeskoj Respubliki) là quốc ca của Estonia Xô viết từ năm 1945 đến năm 1990.
Trong nhiều thập kỷ dưới sự chiếm đóng của Liên Xô, quốc ca Cộng hoà Estonia đã bị cấm. Trong suốt những năm bị cấm, bài thơ của Lydia Koidula, Mu isamaa on minu arm, với giai điệu của Gustav Ernesaks được dùng như một cách thể hiện cảm xúc dân tộc, và được coi như một bài quốc ca không chính thức của Estonia. Tuy nhiên, với sự độc lập của Estonia vào năm 1991, quốc ca chính thức từ năm 1920 bởi Fredrik Pacius với lời bài hát của Johann Voldemar Jannsen đã được khôi phục.